# Приключения красных галстуков
«Приключения красных галстуков» — советский рисованный мультипликационный фильм 1971 года, военно-патриотический фильм, который создали режиссёры Владимир Попов и Владимир Пекарь.

## Сюжет
Мультфильм посвящён событиям Великой Отечественной войны. Повествует о подвиге трёх юных пионеров, об отваге и патриотизме всего советского народа — от мала до велика.
Фашисты во главе с Гитлером оккупировали советский город, ворвались в любимую школу ребят, выкинули на улицу весь инвентарь, учебники, тетради. Свалили в кучу и подожгли, устроив в школе комендатуру… Им всячески помогает местный житель, записавшийся в полицаи. За этим кошмаром наблюдали трое маленьких пионеров… Они готовы отдать жизнь во имя Родины. Отважные школьники (два мальчика и девочка) разрабатывают сложный план с целью извести захватчиков и вернуть мир и порядок на родную землю. В период борьбы с коварными фашистами и полицаем ребята проявили настоящие чудеса хитрости и храбрости, которые помогли воплотить их план в жизнь.
В конце фильма пионеров, водрузивших Красное знамя перед немецкой комендатурой, спасают от фашистской казни ворвавшиеся в город танкисты Красной Армии.

## Съёмочная группа
| автор сценария                     | Сакко Рунге                                                                                            |
| композитор                         | Александр Варламов                                                                                     |
| оператор                           | Нина Климова                                                                                           |
| звукооператор                      | Борис Фильчиков                                                                                        |
| художники-мультипликаторы          | Виолетта Колесникова, Марина Рогова, Виктор Арсентьев, Виктор Шевков, Владимир Крумин, Анатолий Петров |
| режиссёры и художники-постановщики | Владимир Попов, Владимир Пекарь                                                                        |

## Критика
Людвига Закржевская в статье журнала «Искусство кино» приводила в пример фильм как в целом не очень удачный образец мультипликационного фильма о пионерах.
Фильм был включён в американскую коллекцию «Animated Soviet Propaganda». Критик отмечал мультфильм как один из худших примеров советской пропаганды начала 1970-х годов с карикатурными нацистами и героическими образами школьников и солдат Красной Армии.

## Фестивали и показы
- 2007 — показ на фестивале «ДЕБОШИРФИЛЬМ — чистые грёзы-Х». В программе «К 90-летию антибуржуазного переворота в октябре 1917 года»: «Советская пропаганда в анимации 30-60-х годов». Мультфильм назван шедевром агитации[5].
- 2008 — показ в проекте «КИНОТЕАТР.DOC» на сеансе «Архив: Советские мультфильмы 1960-80-х годов о Великой Отечественной войне»[6].
- 2015 — показ 9 мая в Иркутске, на Вечере фильмов о войне и Победе[7].
- 2015 — показ в Богатовской районной детской библиотеке на традиционной «Неделе детской и юношеской книги»[8].
- 2015 — показ в галерее «Нагорная» — Тема показа — Мультипликация и война, пионеры-герои. Аудитория — подготовительная группа детского сада и младшие школьники[9].

## Издание на видео
В 2000-е годы выпущен на VHS той же студией в коллекции «Страна Пионерия» вместе с мультфильмами: «Скрипка пионера», «Сказка о Мальчише-Кибальчише», «Орлёнок», «Песня о юном барабанщике» и «Аврора».